# Decheng
Decheng léase De-Chéng (en chino:德城区, pinyin:Déchéng qū) es un distrito urbano bajo la administración directa de la ciudad-prefectura de Dezhou. Se ubica al norte de la provincia de Shandong, este de la República Popular China. Su área es de 539 km² y su población total para 2010 fue +500 mil habitantes. 

## Administración
El distrito de Decheng se divide en 12 pueblos que se administran en 7 subdistritos, 3 poblados y 2 villas.